# Segunda batalla de Ream's Station
La segunda batalla de Ream's Station se libró durante el asedio de Petersburg en la guerra civil estadounidense el 25 de agosto de 1864, en el condado de Dinwiddie, Virginia. 
Una fuerza de la Unión bajo el mando del mayor general Winfield S. Hancock comenzó a destruir parte del ferrocarril de Petersburg, que era una línea de suministro vital para el ejército confederado del general Robert E. Lee en Petersburg, Virginia. Lee envió una fuerza bajo el teniente general A. P. Hill para desafiar a Hancock y los confederados pudieron sacar a las tropas de la Unión de sus fortificaciones en la estación de Reams, pero perdieron hasta entonces una parte clave del ferrocarril, causando para la Confederación más dificultades logísticas para el resto de la campaña.

## Preludio
Luego de la captura del vital Ferrocarril Weldon cerca de Globe Tavern durante la batalla de Globe Tavern, el comandante del Ejército de la Unión de Potomac, George G. Meade, envió dos divisiones del Segundo Cuerpo del General Winfield S. Hancock al sur para continuar con la destrucción del ferrocarril hasta su totalidad. Los federales avanzaron para ello hacia el sur hasta llegar un depósito rural llamado Reams Station el 22 de agosto con el própósito de destruir el ferrocarril desde allí hasta Rowatny Creek.  Estaba a seis millas al sur de Globe Tavern. Así destruyeron hasta el 24 de agosto tres millas de la línea de ferrocarril hacia el sur estando así a solo cinco millas de su objetivo.
Sin embargo la caballería confederada bajo el mando del general Wade Hampton examinó la situación e informó al general Robert E. Lee que los hombres de Hancock ocupaban trincheras débiles con un corte profundo del ferrocarril detrás de ellos y flancos vulnerables. Estaban en forma de U en dirección hacia el oeste.  Lee era consciente de la necesidad de evitar que dañasen aún más el ferrocarril. También pensó que una victoria allí no solo limitaría el daño, sino que quizás desacreditaría el esfuerzo de guerra de la Unión cuando la convención demócrata presidencial llegara a su clímax. Lee reunió por ello una fuerza de infantería de ocho brigadas al mando del general A. P. Hill para cooperar con Hampton y atacar al segundo cuerpo aislado. Eso ponía al Segundo Cuerpo en una situación desesperada, porque ya estaba dañado por la Campaña de Overland y por las siguientes primeras batallas de la Campaña de Petersburg.

## La batalla
Los confederados desataron su asalto a las 2 de la tarde del 25 de agosto de 1864. La caballería de Hampton atacó desde el sur mientras la infantería atacaba de oeste a este. El primer asalto no tuvo mucho éxito, ni tampoco el segundo. Sin embargo eso cambió, cuando, después del segundo asalto, llegaron los refuerzos de infantería del general Henry Heth  y del general William Mahone. Con ello las tropas, estando así preparadas completamente para atacar y con ellas, se empezó un tercer ataque a las 5 y media.
Ese ataque rompió el frente al noroeste de las líneas de Hancock y causó el pánico de dos regimientos unionistas, obligando a los federales a retirarse a la retaguardia. El general Meade intentó enviar refuerzos para apoyar a Hancock pero no pudieron llegar a tiempo, ya que no puderon coger el camino directo por temor a ser sometidos a una emboscada. Entonces Hancock, muy disgustado, tuvo que reunirse luego con sus hombres en persona para organizar una retirada organizada a las 8 de la tarde y ejecutarla.  La oscuridad terminó la lucha con los confederados firmemente en control del campo de batalla. Los confederados habían capturado a más de 2.000 prisioneros, matando o hiriendo a otros 600. También capturaron 12 banderas y 9 piezas de artillería.
Después los sureños volvieron a sus líneas de Petersburg, habiendo obtenido una victoria bastante árida en importancia operativa. Para la moral de Hancock y sus humilladas tropas, aun así, fue devastadora, las cuales tuvieron que retirarse luego a Jerusalem Plank Road.

## Consecuencias
A pesar de la victoria confederada, las batallas alrededor del ferrocarril de Weldon resultaron al final ser una victoria estratégica de la Unión. Vino demasiado tarde para evitar la destrucción decisiva del ferrocarril de Weldon al sur de Globe Tavern y fue aun así denegado a los confederados. Desde entonces los suministros tendrían que ser transportados desde Stony Creek a Boydton Plank Road y finalmente a Petersburg. Fue por ello en su totalidad un golpe grave, si no paralizante, a los esfuerzos logísticos confederados.
También le dio a Grant la posibilidad de concentrarse en la última línea de ferrocarril de Petersburg, el Southside Railroad, que todavía estaba en manos confederadas.